# Atheta truncativentris
Atheta truncativentris är en skalbaggsart som beskrevs av Max Bernhauer 1907. Atheta truncativentris ingår i släktet Atheta och familjen kortvingar. Inga underarter finns listade i Catalogue of Life.